# Turó de la Mamella
El Turó de la Mamella és una muntanya de 806 metres que es troba entre els municipis de Terrassa i de Vacarisses, a la comarca del Vallès Occidental.